# Roses (canción de Saint Jhn)
«Roses» es una canción del rapero guayaneso-estadounidense Saint Jhn, lanzada el 22 de julio de 2016  y luego incluida en su álbum Collection One de 2018 Luego fue remezclada por el productor kazajo Imanbek y lanzada como sencillo el 18 de septiembre de 2019. La remezcla de la canción tiene un tono más alto, esto ayudó a que la pista ganara reconocimiento internacional después de que apareció en un filtro de Snapchat y en la aplicación de videos TikTok donde recibió más de 4 500 millones de reproducciones en abril de 2020. El 27 de mayo de ese mismo año, una segunda remezcla fue lanzada en colaboración con el rapero estadounidense Future. El 20 de julio de 2020, se lanzó un video musical para la segunda remezcla, a pesar de que inicialmente se canceló para ayudar a recaudar fondos para los manifestantes arrestados y ayudar a las empresas de propiedad negra y al movimiento Black Lives Matter, esto respecto a las protestas de George Floyd que comenzaron en mayo de 2020.
El 17 de julio de 2020, se lanzó una segunda versión de la mezcla de Imanbek, con un verso adicional de Jhn y un verso en colaboración del cantante colombiano J Balvin.

## Producción
Un músico y productor kazajo de 19 años, Imanbek Zeikenov, remezcló la canción a principios de 2019, que luego se lanzó oficialmente como sencillo en octubre de 2019 a través de Effective Records, B1 Recordings y Godd Complexx/Hitco.

## Rendimiento comercial
Tras el lanzamiento de la remezcla de Imanbek, «Roses» alcanzó el puesto número cuatro en la lista Billboard Hot 100. Fuera de los Estados Unidos, el sencillo encabezó las listas de Australia, Canadá, Irlanda, y Reino Unido.

## Premios y nominaciones
| Año  | Premio                | Categoría                              | Resultado | Ref.   |
| ---- | --------------------- | -------------------------------------- | --------- | ------ |
| 2020 | MTV Video Music Award | Canción del verano                     | Nominada  | [ 11 ] |
| 2021 | Grammy Awards         | Mejor grabación remezclada, no clásica | Ganadora  | [ 12 ] |

## Posiciones en listas
| Lista (2019–2021)                         | Mejor posición |
| ----------------------------------------- | -------------- |
| Argentina Hot 100 (Billboard)             | 23             |
| Australia (ARIA)                          | 1              |
| Dinamarca (Tracklisten)                   | 3              |
| Escocia (Scottish Singles Sales Chart)    | 2              |
| Eslovaquia (Singles Digitál Top 100)      | 1              |
| Eslovaquia (Singles Digitál Top 100)      | 1              |
| España (PROMUSICAE)                       | 23             |
| Francia (SNEP)                            | 2              |
| Global 200 (Billboard)                    | 14             |
| Irlanda (IRMA)                            | 1              |
| Portugal (AFP)                            | 3              |
| República Checa (Rádio Top 100)           | 2              |
| República Checa (Singles Digitál Top 100) | 1              |
| Reino Unido (UK Singles Chart)            | 1              |

| Lista (2019–2021)                                | Mejor posición |
| ------------------------------------------------ | -------------- |
| Alemania (Offizielle Deutsche Charts)            | 3              |
| Austria (Ö3 Austria Top 40)                      | 2              |
| Bélgica (Flandes) (Ultratop 50)                  | 3              |
| Bélgica (Valonia) (Ultratop 50)                  | 1              |
| Brasil (UBC)                                     | 8              |
| Canadá (Canadian Hot 100)                        | 1              |
| CEI (Tophit)                                     | 2              |
| Colombia (National-Report) Remezcla con J Balvin | 43             |
| Estados Unidos (Billboard Hot 100)               | 4              |
| Estados Unidos (Adult Top 40)                    | 22             |
| Estados Unidos (Hot Dance/Electronic Songs)      | 1              |
| Estados Unidos (Hot R&B/Hip-Hop Songs)           | 36             |
| Estados Unidos (Mainstream Top 40)               | 4              |
| Estados Unidos (Rhythmic)                        | 2              |
| Estados Unidos Top 100 (Rolling Stone)           | 3              |
| Finlandia (OFC)                                  | 4              |
| Grecia (IFPI)                                    | 1              |
| Hungría (Dance Top 40)                           | 23             |
| Hungría (Rádiós Top 40)                          | 7              |
| Hungría (Single Top 40)                          | 1              |
| Hungría (Stream Top 40)                          | 1              |
| Islandia (Plötutíðindi)                          | 10             |
| Israel (Media Forest)                            | 3              |
| Italia (FIMI)                                    | 4              |
| Lituania (AGATA)                                 | 2              |
| Malasia (RIM)                                    | 9              |
| México Airplay (Billboard)                       | 3              |
| Noruega (VG-lista)                               | 4              |
| Nueva Zelanda (Recorded Music NZ)                | 1              |
| Países Bajos (Dutch Top 40)                      | 1              |
| Países Bajos (Mega Single Top 100)               | 1              |
| Polonia (Polish Airplay Top 100)                 | 9              |
| Rumania (Airplay 100)                            | 1              |
| Rusia (Tophit)                                   | 3              |
| Singapur (RIAS)                                  | 9              |
| Suecia (Sverigetopplistan)                       | 4              |
| Suiza (Schweizer Hitparade)                      | 2              |
| Ucrania (Tophit)                                 | 1              |

| Lista (2020)               | Mejor posición |
| -------------------------- | -------------- |
| Brasil (Pro-Música Brasil) | 10             |

| Lista (2020)                                          | Posición |
| ----------------------------------------------------- | -------- |
| Alemania (Official German Charts)                     | 4        |
| Argentina Airplay (Monitor Latino)                    | 95       |
| Australia (ARIA)                                      | 2        |
| Austria (Ö3 Austria Top 40)                           | 2        |
| Bélgica (Ultratop Flanders)                           | 5        |
| Bélgica (Ultratop Wallonia)                           | 2        |
| Canadá (Canadian Hot 100)                             | 6        |
| Dinamarca (Tracklisten)                               | 2        |
| Estados Unidos (Billboard Hot 100)                    | 19       |
| Estados Unidos Hot Dance/Electronic Songs (Billboard) | 1        |
| Estados Unidos Mainstream Top 40 (Billboard)          | 16       |
| Estados Unidos Rhythmic (Billboard)                   | 21       |
| Francia (SNEP)                                        | 8        |
| Hungría (Dance Top 40)                                | 75       |
| Hungría (Rádiós Top 40)                               | 27       |
| Hungría (Single Top 40)                               | 2        |
| Irlanda (IRMA)                                        | 2        |
| Italia (FIMI)                                         | 9        |
| Nueva Zelanda (Recorded Music NZ)                     | 3        |
| Países Bajos (Dutch Top 40)                           | 4        |
| Países Bajos (Single Top 100)                         | 2        |
| Polonia (Polish Airplay Top 100)                      | 29       |
| Reino Unido (UK Singles Chart)                        | 3        |
| Rumania (Airplay 100)                                 | 1        |
| Suecia (Sverigetopplistan)                            | 6        |
| Suiza (Schweizer Hitparade)                           | 3        |

| Lista (2021)                                          | Posición |
| ----------------------------------------------------- | -------- |
| Alemania (Official German Charts)                     | 60       |
| Austria (Ö3 Austria Top 40)                           | 73       |
| Comunidad de Estados Independientes (Tophit)          | 41       |
| Estados Unidos Hot Dance/Electronic Songs (Billboard) | 2        |
| Global 200 (Billboard)                                | 35       |
| Rusia Airplay (Tophit)                                | 53       |
| Suiza (Schweizer Hitparade)                           | 63       |

## Certificaciones
| País           | Organismo certificador | Certificación             | Ventas certificadas | Ref.    |
| -------------- | ---------------------- | ------------------------- | ------------------- | ------- |
| Alemania       | BVMI                   | Platino                   | 400 000             | [ 99 ]  |
| Australia      | ARIA                   | 7× Platino                | 490 000             | [ 100 ] |
| Austria        | IFPI Austria           | 2× Platino                | 60 000              | [ 101 ] |
| Bélgica        | BEA                    | 3× Platino                | 120 000             | [ 102 ] |
| Canadá         | MC                     | 8× Platino                | 640 000             | [ 103 ] |
| Dinamarca      | IFPI Dinamarca         | Platino                   | 90 000              | [ 104 ] |
| España         | PROMUSICAE             | Platino                   | 40 000              | [ 105 ] |
| Estados Unidos | RIAA                   | 3× Platino                | 3 000               | [ 106 ] |
| Estados Unidos | RIAA                   | Oro (Remezcla con Future) | 500 000             | [ 106 ] |
| Francia        | SNEP                   | Diamante                  | 333                 | [ 107 ] |
| Grecia         | IFPI Grecia            | 2× Platino                | 4 000               | [ 108 ] |
| Italia         | FIMI                   | 3× Platino                | 210 000             | [ 109 ] |
| México         | AMPROFON               | 3× Platino + Oro          | 210 000             | [ 110 ] |
| Noruega        | IFPI Noruega           | 2× Platino                | 120 000             | [ 111 ] |
| Nueva Zelanda  | RMNZ                   | 3× Platino                | 90 000              | [ 112 ] |
| Polonia        | ZPAV                   | 4× Platino                | 80 000              | [ 113 ] |
| Portugal       | AFP                    | 3× Platino                | 30 000              | [ 114 ] |
| Reino Unido    | BPI                    | 2× Platino                | 1 200 000           | [ 115 ] |
| Suecia         | GLF                    | 2× Platino                | 16 000              | [ 116 ] |
| Suiza          | IFPI Suiza             | 2× Platino                | 40 000              | [ 117 ] |